# Euxoa seliginis
Euxoa seliginis är en fjärilsart som beskrevs av Philogène Auguste Joseph Duponchel 1836. Euxoa seliginis ingår i släktet Euxoa och familjen nattflyn. Inga underarter finns listade i Catalogue of Life.